# Liste des châteaux de Meurthe-et-Moselle
 (juillet 2022).
Si vous disposez d'ouvrages ou d'articles de référence ou si vous connaissez des sites web de qualité traitant du thème abordé ici, merci de compléter l'article en donnant les références utiles à sa vérifiabilité et en les liant à la section « Notes et références ».
La liste des châteaux de Meurthe-et-Moselle recense de manière non exhaustive les châteaux (de défense ou d'agrément), maisons fortes, mottes castrales, situés dans le département français de Meurthe-et-Moselle. Il est fait état des inscriptions et classements au titre des monuments historiques.

## Liste
| Icône            | Signification    | Abréviations             | Abréviations                  | Abréviations             | Abréviations           |
| ---------------- | ---------------- | ------------------------ | ----------------------------- | ------------------------ | ---------------------- |
| Château fort     | Château fort     | = Bastide                | = Ferme fortifiée             | = Maison forte           | = (Néo-)Palladianisme  |
| Renaissance      | Renaissance      | = Château gascon         | = Folie (montpelliéraine)     | = Manoir, Gentilhommière | = Résidence épiscopale |
| Domaine viticole | Domaine viticole | = Classicisme, classique | = Forteresse, fort(ification) | = Maison (noble)         | = Style Beaux-Arts     |
| Palais           | Palais           | = Commanderie            | = Gothique (flamboyant)       | = Néo-baroque            | = Style Second Empire  |
| Ruine ou disparu | Ruine, disparu   | = Château pinardier      | = Hôtel particulier           | = Néo-classique          | = Style italianisant   |
|                  |                  | = Demeure seigneuriale   | ... = Style Louis XII...XVI   | = Néo-gothique           | = Style troubadour     |
|                  |                  | = Éclectisme             | = Logis (seigneurial)         | = Néo-Renaissance        | = Villa (de Nice)      |
| Baroque, rococo  | Baroque, rococo  | = Édifice religieux      | = Motte castrale/féodale      | = Pavillon de chasse     | = Styles du XXe siècle |

| Type                                                     | Château                                                                | Commune                         | Protection | Notes | Coordonnées                 | Illustration |
| -------------------------------------------------------- | ---------------------------------------------------------------------- | ------------------------------- | --- | --- | --------------------------- | ------------ |
| Château fort · Ruine ou disparu                          | Château d'Aboncourt                                                    | Aboncourt                       | | Moyen Âge, XVIIIe siècle | 48° 21′ 29″ N, 5° 58′ 02″ E |              |
| Château fort · Classicisme, classique · Ruine ou disparu | Château d'Acraignes (Château de Guise)                                 | Frolois                         | Notice no IA54001052                                                                                             | Propriété des Comtes de Vaudémont jusqu'au XVIIe siècle puis à la famille d'Haraucourt. Au XVIIIe siècle il passe à une branche cadette des Lorraine-Guise. Vendu comme bien national en 1795 puis modifié au XIXe siècle, il fut ruiné à la suite des bombardements de la Première Guerre mondiale. (trop de texte) | 48° 33′ 56″ N, 6° 07′ 23″ E |              |
| Renaissance                                              | Château d'Adoménil                                                     | Rehainviller                    | Inscrit MH (2015) · Notice no PA54000085                                                                         | Construit à partir de 1617 par Mathieu de la Haye. Reconstruction par les Hennequin de Gellenoncourt (comtes de Curel) au XVIIIe siècle. La famille Guérin, propriétaire de la faïencerie de Lunéville, racheta le château en 1888, transmission au baron de Ravinel. Actuellement[Quand ?] hôtel et restauration gastronomique. (trop de texte) | 48° 33′ 53″ N, 6° 27′ 46″ E |              |
| Renaissance                                              | Château d'Affléville                                                   | Affléville                      | Notice no IA00034975                                                                                             | Construit au XVIe siècle par la famille de Custine pour leur seigneurie d'Affléville (fief des comtes de Briey) sur la base d'un château préexistant. Additionné d'une aile XVIIIe siècle et profondément modifié par la suite il lui reste une belle façade avec un porche Renaissance remarquable. (trop de texte) | 49° 16′ 13″ N, 5° 45′ 45″ E |              |
| Maison forte                                             | Château d'Affracourt                                                   | Affracourt                      | Notice no IA54002618                                                                                             | Modeste château construit au XVIIe siècle par la famille d'Affracourt ou d'Autrey ou de Ludres (fief des comtes de Vaudémont) | 48° 27′ 38″ N, 6° 10′ 13″ E |              |
| Renaissance                                              | Château Anthoine                                                       | Vandœuvre-lès-Nancy             | Inscrit MH (1996) · Notice no PA54000006                                                                         | Demeure d'une famille d'officiers ducaux édifié aux XVIe et XVIIe siècles. Modifié aux XVIIIe – XIXe siècles. | 48° 39′ 26″ N, 6° 10′ 12″ E |              |
| Classicisme, classique                                   | Château d'Art-sur-Meurthe                                              | Art-sur-Meurthe                 | | Construit au XVIIIe siècle pour Christine de Sarazin. Propriété de Georges-Timothée Masson au XIXe siècle. Actuellement[Quand ?] propriété de la commune. | 48° 39′ 26″ N, 6° 15′ 53″ E |              |
| Néo-classique                                            | Château de l'Asnée                                                     | Villers-lès-Nancy               | | XIXe siècle | 48° 40′ 27″ N, 6° 08′ 33″ E |              |
| Château fort · Ruine ou disparu                          | Château de Bainville                                                   | Bainville-aux-Miroirs           | Site classé (1932)                                                                                               | Le château médiéval a été construit avant 1263 par le comte Henri Ier de Vaudémont, pris par les Lorrains en 1468 qui le mirent en ruine. | 48° 26′ 17″ N, 6° 16′ 39″ E |              |
| Maison forte · Ruine ou disparu                          | Maison forte de Barisey                                                | Barisey-au-Plain                | | Le château de Barisey est une maison forte érigée à la fin du XIIIe siècle, par Simonin de Barisey, bailli de Brixey et vassal de l'évêque de Toul | 48° 31′ 31″ N, 5° 50′ 43″ E |              |
| Renaissance                                              | Château Baudinet-de-Courcelles                                         | Lay-Saint-Christophe            | | Ancienne propriété de la famille Baudinet-de-Courcelles. Actuellement[Quand ?] Hôtel de Ville & Musée | 48° 44′ 55″ N, 6° 12′ 03″ E |              |
| Maison forte · Ruine ou disparu                          | Maison forte de Bezaumont                                              | Bezaumont                       | | Ruines de maison forte du XVe siècle à Marivaux. | 48° 51′ 26″ N, 6° 06′ 37″ E |              |
| Château fort · Ruine ou disparu                          | Château de Blâmont                                                     | Blâmont                         | Inscrit MH (1994) · Notice no PA00132621                                                                         | Construit à la fin du XIIe siècle, agrandi successivement du XIIIe au XVIIe siècle, il ne reste que les vestiges des fortifications médiévales grâce à la conservation en élévation de 5 tours. | 48° 35′ 29″ N, 6° 50′ 43″ E |              |
| Château fort · Ruine ou disparu                          | Château de Blénod-lès-Toul                                             | Blénod-lès-Toul                 | | Enceinte épiscopale et ancien château | 48° 35′ 55″ N, 5° 49′ 53″ E |              |
| Forteresse, fort(ification) · Ruine ou disparu           | Fort de Blénod-lès-Toul                                                | Blénod-lès-Toul                 | | XIXe siècle | 48° 36′ 25″ N, 5° 50′ 10″ E |              |
| Maison forte                                             | Château de Boucq                                                       | Boucq                           | Notice no IA54001432                                                                                             | Maison forte édifiée vers 1340 par Jean de Brixey-aux-Chanoines Seigneur de Boucq, en remplacement d'une ancienne forteresse érigée au milieu du XIIIe siècle par cette même famille. | 48° 44′ 57″ N, 5° 45′ 32″ E |              |
| Maison forte                                             | Château de Bouvron                                                     | Bouvron (Meurthe-et-Moselle)    | | Maison forte érigée à la fin du XVe siècle sur l'emplacement d'un ancien château des évêques de Toul, rasé vers 1215, par le duc Thiébaud Ier de Lorraine. | 48° 44′ 31″ N, 5° 52′ 44″ E |              |
| Renaissance                                              | Château de Brabois                                                     | Villers-lès-Nancy               | | Construit en 1536, reconstruit en 1615, l'ensemble date du XVIIIe siècle, très remanié au XIXe siècle : vaste parc ouvert au public. | 48° 39′ 22″ N, 6° 08′ 50″ E |              |
| Château fort · Ruine ou disparu                          | Château de Briey et fortifications                                     | Briey                           | | Château fort, époque de construction : du XVe au XVIIe siècle. Château du type " éperon barré ", propriété des comtes de Briey puis de Bar. | 49° 14′ 51″ N, 5° 56′ 06″ E |              |
| Renaissance                                              | Château de Brouchetière                                                | Val de Briey                    | | Époque de construction : 1er quart du XXe siècle. Château construit après son mariage en 1905 pour Maurice de Wendel, dans le parc du château de son père Henri. | 49° 14′ 00″ N, 6° 01′ 24″ E |              |
| Renaissance                                              | Château bas de Champigneulles                                          | Champigneulles                  | | Construit en 1711 par François Christophe Le Prud'Homme, comte de Fontenoy, seigneur de Champigneulle en partie. | 48° 43′ 53″ N, 6° 09′ 56″ E |              |
| Maison forte · Renaissance                               | Château haut de Champigneulles                                         | Champigneulles                  | | Maison forte au Moyen Âge transformée en château par la suite. Il est flanqué de deux tourelles du XVIe siècle. Le château, racheté par la municipalité en 1931, est depuis la mairie de Champigneulles. | 48° 44′ 02″ N, 6° 09′ 55″ E |              |
| Renaissance                                              | Château du Charmois                                                    | Vandœuvre-lès-Nancy             | | Édifié en 1726 par le peintre Charles-Joseph Gilles dit Provençal. En 1896, François-Camille Jeanpierre rase la bâtisse pour élever le manoir actuel d'inspiration néo-gothique en l'entourant d'un jardin à l'anglaise. | 48° 40′ 05″ N, 6° 10′ 27″ E |              |
| Néo-classique                                            | Château de Choloy                                                      | Choloy-Menillot                 | Inscrit MH (1988) · Notice no PA00106009 · Notice no IA54001519                                                  | Château du XIXe siècle néo-classique : château et dépendances, décor intérieur, jardin d'agrément ses éléments bâtis. | 48° 39′ 44″ N, 5° 49′ 18″ E |              |
| Château fort · Style Second Empire                       | Château de Clémery                                                     | Clémery                         | Inscrit MH (1986) · Notice no PA00106011                                                                         | La forteresse est mentionnée dès 1416. Charles II duc de Lorraine l'occupe pour empêcher Édouard III duc de Bar de s'y installer. Pris par les Croates et les Polonais en 1635, le maréchal François de L'Hospital vint aussitôt l'assiéger et, après trois jours, le reprit. Importantes transformations en 1861. (trop de texte) | 48° 53′ 43″ N, 6° 11′ 09″ E |              |
| Château fort · Ruine ou disparu                          | Château de Condé-sur-Moselle                                           | Custines                        | | château du XIIIe au XVIe siècle | 48° 47′ 33″ N, 6° 08′ 36″ E |              |
| Château fort · Renaissance · Classicisme, classique      | Château de Cons-la-Grandville                                          | Cons-la-Grandville              | Inscrit MH (1947) · Classé MH (1987) · Notice no PA00106015 · Notice no IA00052737 · Notice no IA00052736        | Le château du XIIIe au XVIIIe siècle avec sa crypte du XIe siècle et ses fresques du XIVe siècle, le prieuré bénédictin du XVIIIe siècle et le haut-fourneau du XIXe siècle forment un ensemble monumental témoin d'une continuité de plus de neuf siècles. | 49° 29′ 01″ N, 5° 42′ 03″ E |              |
| Château fort                                             | Château Corbin                                                         | Liverdun                        | | Construit au XIXe siècle entre deux tours des remparts, il a été racheté en 1889 par Antoine Corbin (1835-1901), père d'Eugène J.B. Corbin, un des mécènes de l'École de Nancy. | 48° 45′ 05″ N, 6° 03′ 44″ E |              |
| Classicisme, classique                                   | Château de la Cristallerie                                             | Baccarat                        | | Musée Baccarat | 48° 26′ 59″ N, 6° 44′ 31″ E |              |
| Maison forte                                             | Maison forte de Custine                                                | Villers-le-Rond                 | Notice no IA00052715                                                                                             | XVIe et XVIIe siècles | 49° 27′ 51″ N, 5° 29′ 19″ E |              |
| Château fort                                             | Château de Dieulouard                                                  | Dieulouard                      | Inscrit MH (1927) · Notice no PA00106022                                                                         | Ancien château épiscopal bâti aux environs de l'an mil pour protéger les habitants du village; remanié au XVIe siècle pour s'adapter aux armes à feu, il fut démantelé en 1660 par Louis XIV. | 48° 50′ 34″ N, 6° 04′ 06″ E |              |
| Palais · Gothique (flamboyant)                           | Palais des ducs de Lorraine                                            | Nancy                           | Classé MH (1840, 2005) · Inscrit MH (1944, 2005) · Notice no PA00106304 · Notice no M0514                        | Le palais Ducal est un bâtiment du XVIe siècle. Avec sa porterie, typique du style gothique flamboyant, il abrite aujourd'hui le musée historique lorrain. | 48° 04′ 49″ N, 6° 10′ 49″ E |              |
| Château fort                                             | Château d'Étreval                                                      | Étreval                         | Inscrit MH (1927, 2012) · Notice no PA00106028 · Notice no IA54001047                                            | Le château de la fin du XVe siècle avait une enceinte entourée de fossés et six tours rondes; deux corps de logis à partir de 1533 et à la fin du XVIe siècle, une porte cochère et une porte piétonne; il ne reste plus aujourd'hui que le corps principal. L'élément le plus remarquable est sa façade renaissance, en très bon état de conservation. | 48° 27′ 12″ N, 6° 02′ 56″ E |              |
| Renaissance                                              | Château d'Eulmont                                                      | Eulmont                         | Inscrit MH (1995) · Notice no PA00135410                                                                         | Gentilhommière du XVIIIe siècle, conservant quelques éléments du XVIIe siècle : logette, puits. | 48° 45′ 12″ N, 6° 13′ 44″ E |              |
| Renaissance                                              | Château d'Euvezin                                                      | Euvezin                         | Inscrit MH (2009) · Notice no PA54000072                                                                         | Le château d'Euvezin, qui date du XVe siècle, a été entièrement restauré au XVIIIe siècle. Il comporte des canonnières à la base des deux tours carrées du château primitif. | 48° 55′ 25″ N, 5° 50′ 18″ E |              |
| Renaissance                                              | Château de la Favorite                                                 | Lunéville                       | Classé MH (2011) · Notice no PA00106080 · Notice no IA00121619                                                   | Construit par Germain Boffrand au XVIIIe siècle pour le dernier fils du duc Léopold Ier de Lorraine, Charles-Alexandre de Lorraine, et remanié au XIXe siècle. | 48° 35′ 31″ N, 6° 30′ 14″ E |              |
| Château fort · Ruine ou disparu                          | Château de Ficquelmont                                                 | Thumeréville                    | Notice no IA00035223                                                                                             | Château du XIVe siècle, propriété de la famille de Ficquelmont puis des Salles, détruit par ses derniers propriétaires en 1877, pour faire place à une exploitation agricole. | 49° 12′ 20″ N, 5° 48′ 51″ E |              |
| Renaissance                                              | Château de Fleur-Fontaine                                              | Amance                          | | Situé au pied du mont d'Amance et du village, le domaine de Fleur-Fontaine fut édifié aux XVIIIe et XIXe siècles. Fut la propriété de la famille de Loppinot et de Mac Dermott de Moyloirg. | 48° 45′ 35″ N, 6° 17′ 59″ E |              |
| Renaissance                                              | Château de Fléville                                                    | Fléville-devant-Nancy           | Classé MH (1982, 1991, 2007) · Notice no PA00106031 · Notice no IA54001518                                       | Édifié à la Renaissance par Nicolas de Lutzelbourg, avec une façade d'une grande élégance, c'est certainement le plus connu des châteaux Renaissance de Lorraine. Le donjon médiéval et les douves sont les vestiges de l'ancien château féodal ; le château possède encore tous ses communs et ses fabriques de jardin. | 48° 37′ 35″ N, 6° 12′ 08″ E |              |
| Styles xxe siècle                                        | Château de la Flie (La Flye)                                           | Liverdun                        | | XXe siècle | 48° 44′ 43″ N, 6° 03′ 22″ E |              |
| Renaissance                                              | Château de la Franche-Moitresse                                        | Eulmont                         | Inscrit MH (1993) · Notice no PA00125523                                                                         | Le château de la Franche-Moitresse XVIe siècle, est la demeure au XVIIIe siècle de l'architecte Émmanuel Héré | 48° 45′ 10″ N, 6° 13′ 43″ E |              |
| Renaissance                                              | Château de Froville                                                    | Froville-la-Romane              | | Le château du XVe siècle a disparu ; il a fait place à un château XVIIIe siècle, modifié au XIXe siècle. | 48° 29′ 18″ N, 6° 21′ 09″ E |              |
| Renaissance                                              | Château de Gerbéviller                                                 | Gerbéviller                     | Classé MH (2012) · Notice no PA00106039 · Jardin remarquable · Notice no JAR0000137                              | Château de Gerbéviller classé pour son ensemble : parc, grotte de jardin, escalier, pavillon, vestibule, grille, bassin, orangerie, théâtre, écurie, abreuvoir, statue, colombier, porte, jardin, clôture, canal, pont, élévation, nymphée | 48° 29′ 48″ N, 6° 30′ 32″ E |              |
| Château fort · Ruine ou disparu                          | Tour de Greff                                                          | Villers-lès-Nancy               | | Moyen Âge, XIXe siècle | 48° 40′ 09″ N, 6° 08′ 32″ E |              |
| Palais                                                   | Château d'Haroué (Château de Craon)                                    | Haroué                          | Classé MH (1983) · Notice no PA00106043 · Notice no IA54001524                                                   | Construit au XVIIIe siècle par Germain Boffrand pour le prince Marc de Beauvau-Craon. Les quatre tours et les douves sont de l'ancien château médiéval de François de Bassompierre. Décoration par Jean Lamour pour les grilles, les balcons, et la rampe d'escalier, Pillement pour un décor peint, Barthélemy Guibal pour la statuaire et Emilio Terry pour le parc à la française. | 48° 27′ 56″ N, 6° 10′ 48″ E |              |
| Maison forte                                             | Château d'Hatrize                                                      | Hatrize                         | Inscrit MH (1996) · Notice no PA54000003 · Notice no IA00034903                                                  | Propriété dont l'origine remonte au XVIe siècle mais le percement des baies est modifié aux XVIIIe et XIXe siècles. Elle est équipée d'éléments défensifs (échauguettes, canonnières). | 49° 11′ 34″ N, 5° 54′ 37″ E |              |
| Château fort                                             | Château d'Haussonville                                                 | Haussonville                    | Classé MH (1930) · Notice no PA00106045                                                                          | Vestiges de l'ancien château du XVIe siècle : tourelle d'angle, tour trapézoïdale en plan, fenêtres à meneaux. | 48° 31′ 44″ N, 6° 19′ 31″ E |              |
| Renaissance                                              | Château de Jaillon                                                     | Jaillon                         | | Château du XVIe siècle - XVIIe siècle ruiné, remanié au XVIIIe siècle. | 48° 45′ 23″ N, 5° 58′ 06″ E |              |
| Château fort                                             | Château de Jaulny                                                      | Jaulny                          | Inscrit MH (1988) · Classé MH (1996) · Notice no PA00106047                                                      | Attesté dès le XIIe siècle, le château présente une enceinte à tours carrées, un donjon du XIIe siècle, des meurtrières du XVe siècle, une tour-porche d'accès du XVIIIe siècle, et un logis remanié du XVIe siècle et XVIIIe siècle. | 48° 58′ 10″ N, 5° 53′ 11″ E |              |
| Maison forte                                             | Château de Jeandelaincourt                                             | Jeandelaincourt                 | | Châteaux du XIVe au XVIIe siècle devenus Maison forte : "La Horgne" avec tour et la seconde datée "1318". | 48° 50′ 36″ N, 6° 14′ 28″ E |              |
| Renaissance                                              | Château de Lenoncourt                                                  | Lenoncourt                      | Inscrit MH (1979) · Classé MH (1984) · Notice no PA00106058                                                      | Château du XIIIe siècle/XIVe siècle. Fondé par Thierry de Nancy, il est classé pour ses parc, tour, escalier, cheminée, élévation, toiture, décor intérieur | 48° 39′ 57″ N, 6° 18′ 22″ E |              |
| Château fort · Ruine ou disparu                          | Enceinte de Longwy (Citadelle de Longwy)                               | Longwy                          | | Château fort, probablement du XIe siècle, passé à la fin du XIIe siècle des terres du comte de Bar dans celles du duc de Lorraine, à nouveau passé en 1292 jusqu'à sa destruction, dans les possessions barroises. Pris par les Français en 1646 et rasé par Louis XIV en 1672, pour devenir Citadelle de Longwy. Seuls subsistent des souterrains et les vestiges d’une tour. | 49° 31′ 21″ N, 5° 45′ 47″ E |              |
| Château fort · Classicisme, classique · Ruine ou disparu | Château des comtes de Ludres                                           | Ludres                          | | Château médiéval qui a totalement disparu, remplacé au début du 17e par Henri I de Ludres, vendu par lots comme bien d'émigré en 1794 et en grande partie démoli. Il subsiste deux tours, les remparts, la terrasse, les bâtiments de la basse-cour avec portes charretières de 1628 et un porche comportant les armoiries des comtes de Ludres. | 48° 37′ 17″ N, 6° 09′ 44″ E |              |
| Palais                                                   | Château de Lunéville                                                   | Lunéville                       | Classé MH (1998) · Notice no PA00106079 · Notice no IA54002221 · Notice no IA54003361 · Notice no M0511          | Le château, dit « Le Versailles lorrain », est un chef-d'œuvre de l'architecture du XVIIIe siècle. Haut lieu des Lumières, sous les règnes de Léopold Ier de Lorraine et de Stanislas Leszczyński, il a été en partie détruit en 2003 par un incendie. Des travaux sont en cours pour le restaurer ; les jardins du château ont gardé toute leur splendeur. | 48° 35′ 41″ N, 6° 29′ 30″ E |              |
| Classicisme, classique                                   | Château de Lupcourt                                                    | Lupcourt                        | Inscrit MH (1996) · Notice no PA54000004                                                                         | Domaine fondé au début du XVIIe siècle et aménagé principalement au début du XVIIIe siècle par la famille de Mahuet. Les dépendances datent de 1610. Parc aménagé avec ses bassins et escaliers, au début du XVIIIe siècle. | 48° 36′ 35″ N, 6° 14′ 05″ E |              |
| Classicisme, classique                                   | Château de Madame de Graffigny                                         | Villers-lès-Nancy               | | Demeure du XVIIe siècle dont l'écrivaine Françoise de Graffigny fut l'occupante et à laquelle elle laissa son nom. D’autres occupants célèbres ont habité le château : Benjamin Constant et Mathieu de Dombasle. | 48° 40′ 12″ N, 6° 08′ 46″ E |              |
| Maison forte                                             | Tour Mahuet                                                            | Labry                           | Inscrit MH (2006) · Notice no PA54000069 · Notice no IA00035135                                                  | Le château construit au XIIIe siècle, appelé tour Mahuet en 1599, est une maison forte qui appartient à cette famille jusqu'au milieu du XVIIIe siècle, puis aux Olry jusqu'au milieu du XIXe siècle ; il conserve des archères sur la façade nord. | 49° 10′ 26″ N, 5° 52′ 51″ E |              |
| Château fort                                             | Château de Mailly                                                      | Mailly-sur-Seille               | Inscrit MH (1982) · Notice no PA00106086                                                                         | Château XIIIe reconstruit en 1376 pour Thierry V Bayer de Boppard, évêque de Metz : restes d'enceinte XIIIe, trois tours rondes XIVe percées de fenêtres Renaissance, logis XIVe. | 48° 54′ 36″ N, 6° 14′ 46″ E |              |
| Classicisme, classique                                   | Château de la Malgrange                                                | Jarville-la-Malgrange           | | XVIIIe siècle, Collège-lycée | 48° 39′ 53″ N, 6° 11′ 45″ E |              |
| Palais                                                   | Château de Manoncourt (Château Colin)                                  | Belleau (Manoncourt-sur-Seille) | Inscrit MH (1990) · Notice no PA00106440                                                                         | Château Colin du XIXe, Acquis par l'industriel Émile Colin, il est aménagé en résidence de 1920 à 1924 par Georges Biet, architecte associé à l’École de Nancy. La grande salle, d'esprit gothique tardif est ornée de fresques agrestes sur le thème des quatre saisons, réalisées par le peintre Louis Guingot en 1924. | 48° 52′ 32″ N, 6° 11′ 50″ E |              |
| Château fort · Renaissance                               | Château de Manonville                                                  | Manonville                      | | Château du Moyen Âge XIVe siècle, ayant appartenu aux Barons de Manonville Jean IV de Beauvau et ses descendants, remanié XVe siècle/XVIe siècle, puis XVIIIe siècle/XIXe siècle avec enceinte fossoyée. | 48° 49′ 46″ N, 5° 54′ 45″ E |              |
| Maison forte                                             | Château de Manteville (Mandville)                                      | Épiez-sur-Chiers                | Inscrit MH (1997) · Notice no PA54000008 · Notice no IA00052632                                                  | Maison forte construite au XVe siècle, partiellement repercée au XVIIIe siècle, restaurée limite XIXe siècle/XXe siècle pour le baron de Montbel. Éléments défensifs. Mention d'un manoir à Manteville dès 1456 et en 1602 d'une maison forte avec colombier et dépendances. | 49° 30′ 08″ N, 5° 29′ 25″ E |              |
| Château fort · Classicisme, classique                    | Château de Mars-la-Tour                                                | Mars-la-Tour                    | | Mentionné en 1192, reconstruit pour Gérard d'Avillers à la fin du XVe siècle à l'emplacement d'un château plus ancien ; passé par la suite à la famille de Ficquelmont, puis au début du XVIIIe siècle, à la famille des Salles, par mariage ; vendu en l'an VI et en partie démoli. | 49° 05′ 51″ N, 5° 52′ 47″ E |              |
| Renaissance                                              | Château de Martigny                                                    | Colmey (Flabeuville)            | Inscrit MH (1972) · Notice no PA00106013 · Notice no IA00052608                                                  | Du château fort primitif, construit en 1573, subsistent encore la façade ouest de l'enceinte avec au milieu une tour porche et la tour d'angle sud-ouest. Construction au début du XIXe siècle d'une grande maison d'habitation. Éléments défensifs. | 49° 27′ 25″ N, 5° 33′ 30″ E |              |
| Renaissance                                              | Château de Mitry (Château de la famille de Mitry)                      | Leménil-Mitry                   | | Château du XVIe siècle, démantelé en 1675 par ordre de Louis XIV ; ce n'était plus en 1679 qu'un tas de pierres. Il fut reconstruit un peu à l'écart en 1721 par Frédéric le Cordier puis modifié vers 1812 et 1840. | 48° 27′ 09″ N, 6° 15′ 09″ E |              |
| Maison forte                                             | Château de Moncel                                                      | Jarny                           | | Ancienne maison forte du XIIIe siècle, passée en 1633 aux Bettainvillers, maîtres de forge de Moyeuvre, rhabillage au XXe siècle, pastiche XVIIIe siècle. | 49° 08′ 52″ N, 5° 53′ 27″ E |              |
| Renaissance                                              | Château de Montaigu                                                    | Laneuveville-devant-Nancy       | Inscrit MH (1934, 1957, 1998) · Classé MH (1958) · Notice no PA00106055 · Notice no IA54001525 · Notice no M0508 | Bon Prévost fait construire à la fin du XVIIIe siècle une maison de plaisance. Le marquis de Vaugiraud la rachète en 1856 et lui donne l'aspect d'un château grâce à l'architecte Albert Jasson. Demeure d’Édouard Salin à partir de 1920, une partie du parc fut cédée afin d'y édifier le musée de l'histoire du Fer. | 48° 39′ 48″ N, 6° 12′ 57″ E |              |
| Château fort                                             | Château du Montet                                                      | Vandœuvre-lès-Nancy             | | Le duc Antoine de Lorraine cède en 1527 ce domaine à son médecin Jean Geoffroy, qui y fait construire une demeure de style gothique. Le clocher de la chapelle portait la date de 1600. L'édifice est détruit à la Révolution et une construction néo-gothique le remplace en 1872. Aujourd'hui, il est la propriété de l'Université Nancy-I. | 48° 39′ 31″ N, 6° 09′ 14″ E |              |
| Château fort                                             | Château de Morey                                                       | Belleau (Morey))                | Classé MH (1930) · Notice no PA00106094                                                                          | Château du XVIe / XVIIe siècle : porte classée ; rénové à la suite d'un incendie aujourd'hui chambres d'hôtes de charme et gite. | 48° 49′ 38″ N, 6° 09′ 45″ E |              |
| Renaissance                                              | Château Moselly                                                        | Chaudeney-sur-Moselle           | | Château 1760, restauré, résidence d'été des évêques de Toul construit par Nicolas Pierson, architecte du palais épiscopal de Toul, le château fut appelé par l'évêque, Claude Drouas de Boussey, château Moselly (évocation de la rivière), ce pseudonyme fut pris par Emile Chenin, romancier du Toulois. | 48° 39′ 09″ N, 5° 54′ 17″ E |              |
| Château fort · Ruine ou disparu                          | Château de Mousson                                                     | Mousson                         | Classé MH (1932) · Notice no PA00106097                                                                          | Ruines d'enceinte et du château : pans de murs du donjon "la Grosse Tour". Il fut rasé en 948 par le duc de Lorraine, reconstruit et agrandi par les comtes de Bar aux 12e/13e ; assiégé en 1476 par Charles le Téméraire ; démantelé en 1635 par Richelieu et rasé en 1944. | 48° 54′ 17″ N, 6° 04′ 39″ E |              |
| Château fort · Ruine ou disparu                          | Château de Moyen (le Qui Qu'en Grogne)                                 | Moyen                           | Classé MH (1992) · Notice no PA00106098                                                                          | Château mentionné au XIIe siècle ; acquis au XIIIe siècle par les évêques de Metz qui lui donnèrent, au XVe siècle, le nom de Qui-Qu'en-Grogne en le reconstruisant ; pris en 1597 par le duc de Bouillon et en 1653 par les Français qui le démantelèrent en 1639. Un seul bâtiment a survécu jusqu'en 1956 (incendie). | 48° 28′ 56″ N, 6° 34′ 14″ E |              |
| Château fort · Ruine ou disparu                          | Château de Nancy                                                       | Nancy                           | Classé MH (1886, 1913) · Notice no PA00106313                                                                    | XIVe et XVe siècles, fortification de la ville | 48° 41′ 56″ N, 6° 10′ 40″ E |              |
| Renaissance                                              | Château de Neuviller-sur-Moselle                                       | Neuviller-sur-Moselle           | Inscrit MH (1993) · Notice no PA00125527                                                                         | Château fort mentionné en 1091, rasé et remplacé par un château Renaissance XVIe siècle qui fut lui aussi démantelé ; enfin château XVIIIe siècle édifié par le chancelier Antoine-Martin Chaumont de La Galaizière dont la plus grande partie fut démolie fin XIXe siècle : subsistent une partie du bâtiment principal et de très vastes dépendances, vestiges médiévaux. | 48° 29′ 36″ N, 6° 17′ 13″ E |              |
| Château fort · Ruine ou disparu                          | Château de Nomeny                                                      | Nomeny                          | Classé MH (1984) · Notice no PA00106323                                                                          | La Forteresse (XIe siècle) et le château (XIVe siècle) des évêques de Metz dont les vestiges se limitent à ceux de trois tours, du châtelet et des quatre courtines de la forteresse. Du château, il ne reste que la cour pavée dont seule la moitié nord a été mise au jour. | 48° 53′ 28″ N, 6° 13′ 25″ E |              |
| Renaissance                                              | Château d'Onville                                                      | Onville                         | | Château construit au XVIIIe siècle, transformé au XIXe siècle, endommagé en 1914-1918. Restauré dans les années 1920 puis transformé en foyer résidence du 3e âge. | 49° 00′ 57″ N, 5° 58′ 16″ E |              |
| Château fort · Ruine ou disparu                          | Château de Parroy                                                      | Parroy                          | | Moyen Âge, détruit 1914 | 48° 40′ 59″ N, 6° 36′ 04″ E |              |
| Château fort · Ruine ou disparu                          | Château de Pierre-Percée (Château des comtes de Salm)                  | Pierre-Percée                   | Classé MH (1981) · Notice no PA00106331                                                                          | Les ruines du donjon du château dominent le village et la retenue d'eau. Édifié au XIIe siècle, il est alors la résidence de la famille de Langestein dont la dernière héritière du château, Agnès, épouse un comte de Salm. Il est pillé et incendié pendant la Guerre de Trente Ans et abandonné. | 48° 28′ 13″ N, 6° 55′ 49″ E |              |
| Château fort                                             | Château de Pierrefort                                                  | Martincourt                     | Classé MH (1862) · Notice no PA00106091                                                                          | Château fort édifié par Pierre de Bar en 1306, aujourd'hui occupé par une exploitation agricole : restes d'enceinte fossoyée, chemin de ronde couvert, portail porche, tours rondes, bretèche. | 48° 50′ 29″ N, 5° 56′ 19″ E |              |
| Château fort                                             | Château de Prény                                                       | Prény                           | Classé MH (1862) · Inscrit MH (2001) · Notice no PA00106353                                                      | Reconstruit après le désastre de 1207, le château couvrait un territoire de près de trois hectares, mesurant, sans les fossés, 170 mètres du nord au sud et 185 mètres d'ouest en est. Il est fragmenté depuis un certain temps en plusieurs propriétés dont certaines appartiennent à la commune. | 48° 58′ 43″ N, 5° 59′ 42″ E |              |
| Renaissance                                              | Château de Puxe                                                        | Puxe                            | | Château XVe – XIXe siècles reconstruit sans doute vers 1775 pour Joseph de Saintignon, augmenté en 1860 de l'aile sud. | 48° 09′ 21″ N, 5° 47′ 25″ E |              |
| Château fort · Ruine ou disparu                          | Château de Rembercourt-sur-Mad                                         | Rembercourt-sur-Mad             | | Moyen Âge | 48° 59′ 14″ N, 5° 54′ 17″ E |              |
| Renaissance                                              | Château de Rémicourt                                                   | Villers-lès-Nancy               | | Château existant dès 1270, construction d'une chapelle en 1334 restaurée au XVIIIe siècle. | 48° 40′ 00″ N, 6° 09′ 04″ E |              |
| Renaissance · Édifice religieux                          | Château de la Rochotte                                                 | Pierre-la-Treiche               | Inscrit MH (2000) · Notice no PA54000019                                                                         | Ancien prieuré Saint-Nicolas de la Rochotte fondé en 1094 avec son logis renaissance et sa chapelle de 1594. | 48° 38′ 34″ N, 5° 55′ 04″ E |              |
| Classicisme, classique                                   | Château de Romémont                                                    | Buissoncourt                    | | XVIIe siècle | 48° 41′ 35″ N, 6° 20′ 40″ E |              |
| Château fort · Ruine ou disparu                          | Château de Rosières                                                    | Rosières-aux-salines            | | Vestiges de l'ancien château fort de la Motte du XIIe siècle : tour ronde, les murs des remparts restent visibles à certains endroits. | 48° 35′ 54″ N, 6° 20′ 11″ E |              |
| Classicisme, classique                                   | Château Saint-Fiacre                                                   | Villers-lès-Nancy               | | XVIIIe siècle | 48° 39′ 58″ N, 6° 08′ 56″ E |              |
| Maison forte · Ruine ou disparu                          | Maison forte de Saint-Pancré                                           | Saint-Pancré                    | | Des vestiges du château de la famille de Failly, détruit à la Révolution, il ne subsiste qu'une tour de plan circulaire du XVIe siècle. | 49° 31′ 44″ N, 5° 38′ 58″ E |              |
| Classicisme, classique                                   | Château de Saulxures-lès-Nancy                                         | Saulxures-lès-Nancy             | Classé MH (1979) · Inscrit MH (1979) · Notice no PA00106367                                                      | Château construit par Pierre de Rutant début XVIIIe siècle, communs, terrasse, petit salon et chambre au décor de lambris ; parc, colombier XVIIIe siècle. | 48° 41′ 25″ N, 6° 15′ 08″ E |              |
| Maison forte                                             | Maison forte de Sexey-aux-Forges                                       | Sexey-aux-Forges                | Inscrit MH (1980) · Notice no PA00106369                                                                         | Manoir du XVIe siècle reconstruit en 1572 ancienne place forte et fabrique de boulets de canons (vestiges d'anciens remparts autour du village) ; porche d'entrée, tourelle polygonale, fossés en eau, canonnières, sculpture dite "Grigne-Dents", escalier à vis, grande salle. | 48° 37′ 17″ N, 6° 02′ 46″ E |              |
| Classicisme, classique                                   | Château Simon-de-Chatellus                                             | Villers-lès-Nancy               | | XVIIIe siècle | 48° 40′ 11″ N, 6° 08′ 45″ E |              |
| Maison forte · Ruine ou disparu                          | Maison forte de Thézey                                                 | Thézey-Saint-Martin             | Inscrit MH (1994) · Notice no PA00132872                                                                         | Vestiges de la maison forte mentionné en 1453 : enceinte avec porte cochère à bretèche, logis remanié aux XVIe et XVIIe siècles ; chapelle castrale voûtée d'ogives, restes de donjon ; cheminée monumentale. | 48° 54′ 10″ N, 6° 17′ 44″ E |              |
| Classicisme, classique                                   | Château de Thorey-Lyautey (Château du Maréchal Lyautey)                | Thorey-Lyautey                  | Inscrit MH (1980) · Notice no PA00106370 · Notice no IA54001211 · Maisons des Illustres (2011) Notice no MI108   | La ferme de la fin du XVIIe siècle appartenait à la tante du maréchal Lyautey qui y fit construire ce château entre 1920 et 1924 ; l'architecte s'est inspiré du château de Barante, près de Thiers. Un escalier monumental fut destiné à recevoir une rampe, attribuée à Jean Lamour, achetée au château de Vandeléville. | 48° 26′ 38″ N, 6° 01′ 43″ E |              |
| Maison forte                                             | Maison forte de Tuméjus                                                | Bulligny                        | Inscrit MH (1997) · Notice no PA54000007                                                                         | Le château de Tuméjus est une maison forte édifiée au début du XVe siècle, par Ferry Ier de Ligniville, Seigneur de Ligniville, de Tantonville, et d'autres lieux, et son épouse la Comtesse de Graux, Dame de Tuméjus et de Bulligny, à 500 mètres au nord du village de Bulligny. | 48° 34′ 38″ N, 5° 51′ 01″ E |              |
| Palais                                                   | Château de Vandeléville                                                | Vandeléville                    | | Le Château de Vandeléville date du XVIIIe siècle. La ferme attenante possède un colombier rond du XVIIIe siècle. | 48° 25′ 38″ N, 5° 59′ 43″ E |              |
| Château fort · Édifice religieux                         | Prieuré de Varangéville                                                | Varangéville                    | Classé MH (1987) · Notice no PA00106427                                                                          | Enceinte fortifiée du prieuré | 48° 37′ 59″ N, 6° 18′ 53″ E |              |
| Château fort · Ruine ou disparu                          | Château de Vaudémont (Château des comtes de Vaudémont, Tour Brunehaut) | Vaudémont                       | Classé MH (1840) · Notice no PA00106429 · Notice no IA54001273 · Notice no IA54001274                            | Considéré comme le plus ancien donjon de France, la « Tour de Brunehaut » construite avec des remplois gallo-romains et la « Tour du Guet » sont les vestiges de l'ancien château en éperon barré des comtes de Vaudémont qui passait pour le plus ancien de toute la Lorraine, probablement du XIe siècle, avant la datation des vestiges du donjon du Château de Fontenoy-le-Château. La tour est réparée au XVe siècle, démantelée en 1639 sur ordre de Richelieu et restaurée en 1930. | 48° 25′ 04″ N, 6° 03′ 13″ E |              |
| Château fort · Classicisme, classique                    | Château de Ville-au-Val                                                | Ville-au-Val                    | Inscrit MH (1988, 2014) · Classé MH (1995) · Notice no PA00106435 · Notice no IA54001520                         | Château fort XIe siècle, remanié XVIIe siècle/XVIIIe siècle : portail, cour intérieure, tour de Bourgogne avec le four banal, ancienne cuisine et chapelle. | 48° 50′ 51″ N, 6° 07′ 21″ E |              |
| Château fort                                             | Château de Villette                                                    | Villette                        | | L'ancien château datant du XIVe siècle était entouré de quatre tours et de remparts. Un haut corps de logis de plan rectangulaire, repercé au XVIIIe siècle, est amputé de moitié au cours des combats de 1940. | 49° 28′ 28″ N, 5° 32′ 51″ E |              |
| Maison forte                                             | Maison forte de Villey-Saint-Étienne (dite la Grosse-Maison)           | Villey-Saint-Étienne            | Inscrit MH (1988) · Notice no PA00106436                                                                         | Reconstruite au XVe siècle, elle dépendait à l'époque du chapitre de Toul : tourelle d'escalier, fenêtres à meneaux, caves avec fenêtres de tir fin XIIe siècle dont un pigeonnier du XVIIe siècle construit en 1658 dans les combles. | 48° 43′ 48″ N, 5° 58′ 47″ E |              |
| Château fort · Ruine ou disparu                          | Tour des Voués                                                         | Baccarat                        | | Moyen Âge | 48° 26′ 58″ N, 6° 44′ 03″ E |              |
| Maison forte                                             | Maison forte de Wopersnow                                              | Villers-le-Rond                 | | XVIe siècle, XVIIIe et XIXe siècles | 49° 27′ 53″ N, 5° 29′ 27″ E |              |